# 阔阔伦皇后
阔阔伦（?—?），元朝人。
大蒙古国忽必烈（元朝皇帝元世祖）的皇后（可敦、哈屯，汉译皇后）。元朝的后妃只有两等。元世祖以后只有得到策宝（册宝）的皇后才算正宫皇后。《元史》、《新元史》记载她是忽必烈的第四斡儿朵的皇后，没有生下子女。元世祖只有第二斡儿朵的察必、南必两位皇后，先后得到皇后册宝。